# Pennahia ovata
Pennahia ovata és una espècie de peix de la família dels esciènids i de l'ordre dels perciformes present a l'oceà Índic oriental: la Badia de Bengala des de la costa oriental de l'Índia fins a Myanmar.
És un peix marí, de clima tropical i bentopelàgic que viu entre 23-62 m de fondària.
Els mascles poden assolir 18 cm de longitud total. Tenen 25 vèrtebres.
És inofensiu per als humans.